# Glease
«Glease» es el sexto episodio de la cuarta temporada de la serie de televisión estadounidense Glee, y el septuagésimo segundo en general. Fue transmitido por Fox en los Estados Unidos el 15 de noviembre de 2012 y el 20 de diciembre del mismo año en México. El episodio es un tributo a la película Grease de 1978. El episodio también cuenta con las apariciones especiales de Kate Hudson como la profesora de Rachel en NYADA Cassandra July, y Dean Geyer como el estudiante de NYADA Brody Weston. El episodio fue visto por 5,22 millones de espectadores en Estados Unidos.

## Trama

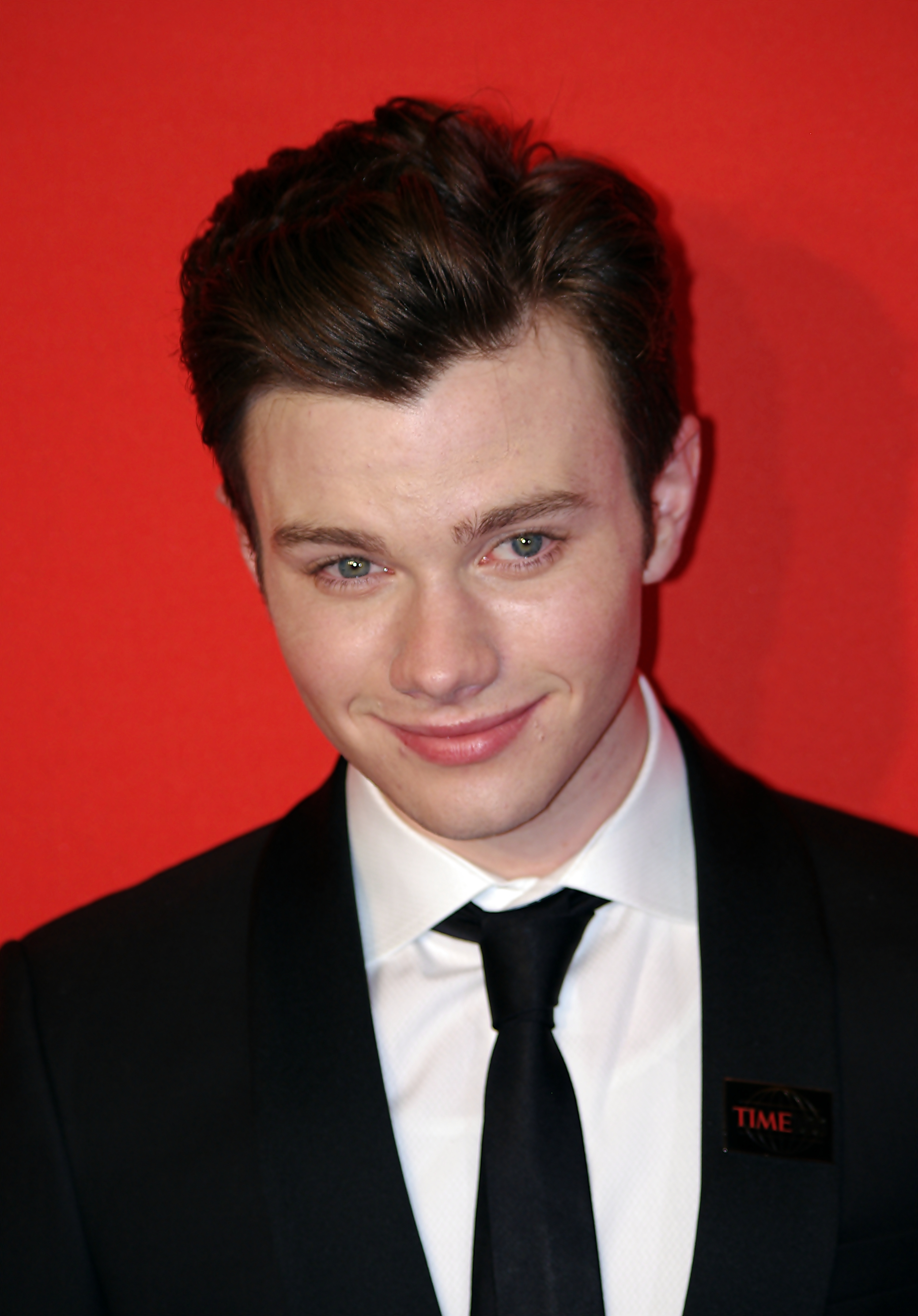
Chris Colfer

Mientras se acerca la producción de McKinley de Grease, Will Schuester (Matthew Morrison) nombra a Finn Hudson (Cory Monteith) como director interino de New Directions durante su estadía en Washington D. C. La entrenadora de porristas Sue Sylvester (Jane Lynch) se opone, citando la edad de Finn y la falta de cualificaciones, pero el director Figgins (Iqbal Theba) está de acuerdo, lo que enoja a Sue. Finn luego se disculpa con Sue por el comentario insensible que hizo sobre su hija, pero ella rechaza sus disculpas y declara su tregua con el coro a su fin. Con el fin de sabotear la obra, Sue se reserva el auditorio de la escuela para las porristas, previniendo así que New Directions entrenen allí. Obligado a buscar un nuevo lugar de ensayo, Finn invita a los miembros masculinos del coro para ensayar en la tienda de reparación de automóviles de Burt Hummel, en donde Ryder Lynn (Blake Jenner) y Sam Evans (Chord Overstreet) interpretan «Greased Lightnin'» como parte del ensayo.
En Nueva York, Rachel Berry (Lea Michele) le dice a su amigo Brody Weston (Dean Geyer) que ha audicionado para una producción fuera de Broadway. Aunque la profesora Cassandra July (Kate Hudson) intenta disuadirla, Rachel sigue decidida y le pregunta Cassandra a audicionar con ella. Más tarde, Rachel y Kurt Hummel (Chris Colfer) discuten si irían a Lima para apoyar a sus amigos en el musical a raíz de sus recientes rupturas con Finn y Blaine Anderson (Darren Criss), respectivamente. Al oír su conversación, Cassandra los convence a ir y les da sus millas de viajero frecuente.
En McKinley, Kitty Wilde (Becca Tobin) de manera encubierta altera el traje de Marley Rose (Melissa Benoist), y convence a Marley que ella tiene una predisposición genética a la obesidad como su madre Milly Rose (Trisha Rae Stahl). Más tarde, durante una fiesta de pijamas en su casa, Kitty convence Marley que ella necesita para inducir el vómito a fin de mantener un peso saludable, y canta «Look at Me, I'm Sandra Dee» para burlarse de Marley. Mientras tanto, Sue continúa con sus esfuerzos de sabotear la obra y convence a los padres de Wade «Unique» Adams (Alex Newell) de que no es una buena idea para él para llevar a cabo el role femenino de Rizzo. Sin embargo, el plan de Sue resulta contraproducente cuando Finn llama a Santana Lopez (Naya Rivera) para reemplazar Wade, a pesar de Tina Cohen-Chang (Jenna Ushkowitz) estar dispuesta a hacer el papel.
Al llegar a Lima, Rachel y Kurt tienen una reunión incómoda con Finn y Blaine. Blaine después interpreta «Beauty School Dropout», seguido de Santana quien realiza «There Are Worse Things I Could Do». Ryder encuentra a Marley tratando de vomitar en el baño. Él la convence de que ella se ve bien y que no es saludable para inducir el vómito, y la besa tras backstage mientras Jake Puckerman (Jacob Artist) los observa. Marley y Ryder cantar su versión de «You're the One That I Want», mientras que Rachel se imagina cantando con Finn y sus amigos. Ella llama a Brody para que él la aconsejara, sólo para saber que Cassandra lo ha seducido a fin de una lección para Rachel. Finn descubre a Rachel llorando y trata de consolarla, sin embargo, una vez que se entera de que ella está llorando sobre Brody deciden cortar todos los lazos. Kurt también se niega a hablar con Blaine y se va con Rachel,  alegando que McKinley ya no es su hogar. En la salón del coro, New Directions celebra las críticas positivas de Grease y Will dice adiós al club antes de irse.

## Producción
«Glease» es la tercera vez en Glee en donde se ha ofrecido una producción de un musical de Broadway; la primera vez fue en la segunda temporada con The Rocky Horror Show, que finalmente no se llevó a cabo ante un público, y West Side Story de la tercera temporada, que si se estrenó en público.
Los personajes recurrentes en este episodio incluyen la profesora de NYADA Cassandra July interpretado por la estrella invitada Kate Hudson, los miembros del coro Sugar Motta (Vanessa Lengies), Joe Hart (Samuel Larsen), Wade «Unique» Adams (Alex Newell), Marley Rose (Melissa Benoist) y Jake Puckerman (Jacob Artist), el director Figgins (Iqbal Theba), el jugador de fútbol Ryder Lynn (Blake Jenner), la porrista Kitty Wilde (Becca Tobin), el estudiante de NYADA Brody Weston (Dean Geyer) y señora del almuerzo de McKinley y madre de Marley la señora Rose (Trisha Rae Stahl).
Todas las canciones del episodio están incluidas en el extended play Glee: The Music, Presents Glease, que fue lanzado el 6 de noviembre de 2012. Las canciones no fueron lanzadas como sencillos como los anteriores capítulos. Las canciones son todas del musical Grease, «There Are Worse Things I Could Do» interpretado por Hudson, Rivera y Newell, «You're the One That I Want» realizado por Benoist, Jenner, Monteith y Michele, y «Look at Me, I'm Sandra Dee» interpretado por Tobin y el reprise por Benoist, «Greased Lightnin'» por Jenner, Overstreet y Monteith y «Beauty School Dropout» interpretado por Darren Criss. El EP también incluye canciones de otros episodios como «Hopelessly Devoted to You», interpretado por Criss, y «Born to Hand Jive», realizado por Amber Riley, Harry Shum, Jr., Jenner, Benoist y Artist, del episodio anterior «The Role You Were Born to Play» y «Summer Nights», interpretado por Overstreet y Riley, del episodio de la tercera temporada «Yes/No».